# Зіткнення на злітно-посадковій смузі

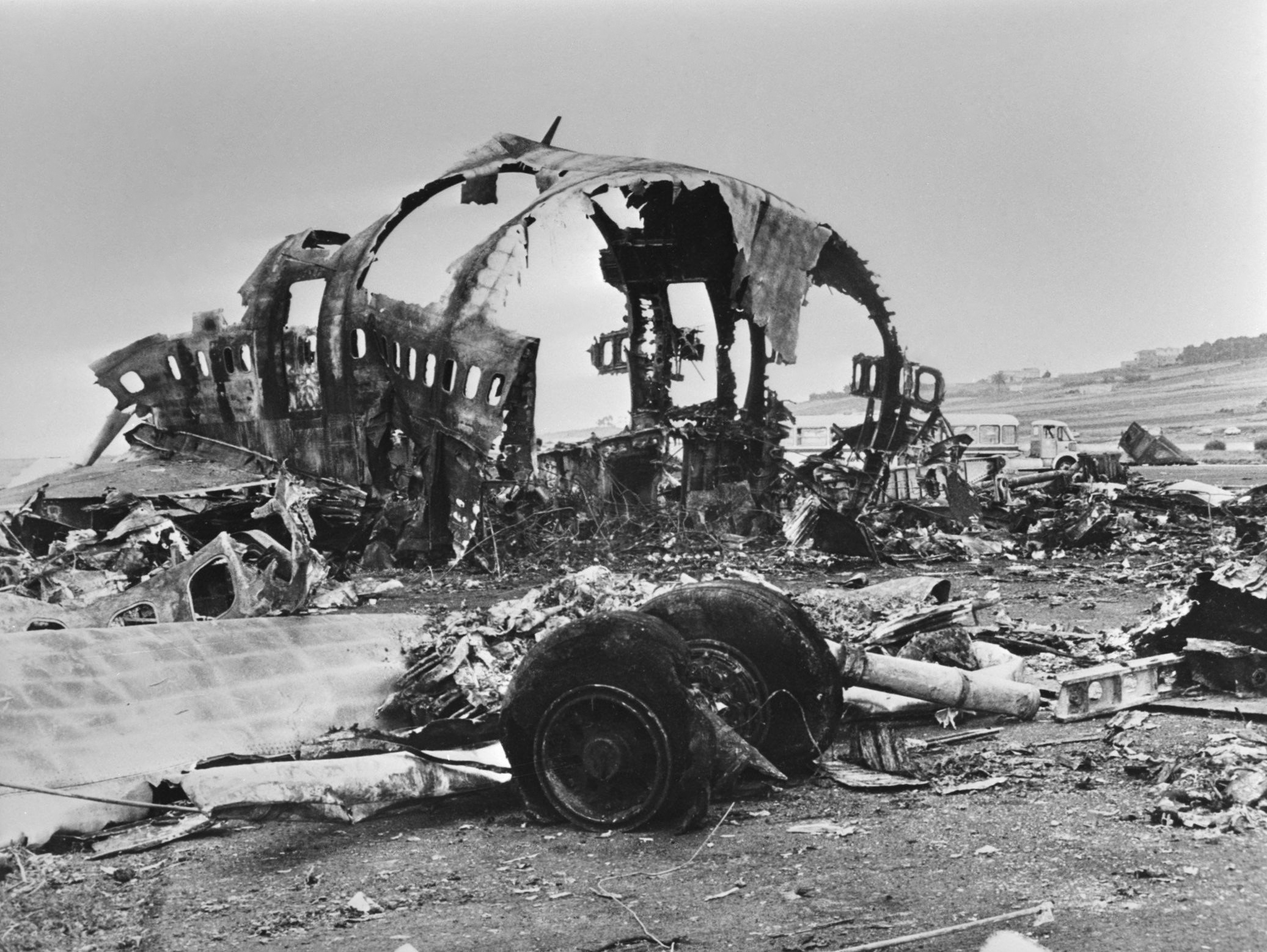
Рештки одного з літаків після зіткнення в аеропорту Лос-Родеос

Зіткнення на ЗПС (англ. ground collision, GCOL, або ж terrain collision) — авіаційна пригода, при якій літак під час руління по ЗПС стикається з іншим літальним апаратом, наземним транспортним засобом, будівлею тощо. Найчастішими причинами подібних інцидентів бувають відсутність достатньої підготовки авіаційного персоналу, недостатня видимість на ЗПС, брак місця в зоні маневрування. До цього типу авіакатастроф належить найбільша за кількістю жертв авіакатастрофа за всю історію авіації, зіткнення в аеропорту Лос-Родеос, в якому загинуло 583 людини.

## Найвідоміші інциденти

### Зіткнення з іншими літальними апаратами
- Зіткнення в аеропорту Медельїн (1935)[en]. Ford Trimotor з бортовим номером F-31 під час розгону для злету втратив керування через сильний бічний вітер у поєднанні з нерівностями на поверхні ЗПС, що призвело до відриву стійки шасі. Літак занесло, і він врізався в інший Ford Trimotor з бортовим номером C-31. З 13 осіб на борту F-31 загинули 11, всі 7 на борту C-31 загинули (в тому числі відомий аргентинський співак Карлос Гардель)[3].
- Зіткнення в аеропорту О’Хара (1972)[en]. McDonnell Douglas DC-9 компанії North Central Airlines[en] під час зльоту врізався у літак Convair CV-880[en] авіакомпанії Delta Air Lines, який у тумані вирулив на ЗПС через помилку пілота й диспетчера, зумовлену поганим радіозв'язком. З 45 осіб на борту DC-9 загинули 10 і отримали поранення 15, на борту CV-880 загиблих не було, двоє отримали поранення[4].
- Зіткнення в аеропорту Лутон (1974)[en]. BAC 1-11 авіакомпанії Court Line[en] зачепив лівим крилом кабіну літака Piper PA-23 Aztec[en], який виїхав на активну ЗПС через те, що пілот неправильно зрозумів подане не за правилами повідомлення диспетчера. Пілот PA-23 загинув, пасажир встиг пригнутися і лише отримав травми, на BAC 1-11 ніхто не постраждав[5].
- Зіткнення в аеропорту Лос-Родеос (1977), найбільша за кількістю жертв авіакатастрофа. Boeing 747 авіакомпанії KLM під час злету в умовах туману врізався в інший Boeing 747 авіакомпанії Pan Am, який виїхав на ЗПС. Причиною катастрофи стали проблеми з радіозв'язком, внаслідок яких пілоти обох літаків не почули критично важливих повідомлень диспетчера. За сім секунд до зіткнення пілот KLM намагався злетіти, але літак не встиг піднятися на достатню висоту, щоб перелетіти перешкоду, оскільки був повністю заправлений і до того ж протягом приблизно 20 метрів після відриву від ЗПС зачіпав її хвостом, що ще більше знизило швидкість. Літак KLM протаранив літак Pan Am, після чого впав назад на ЗПС і вибухнув. Загинули 583 людини — усі 248, що перебували на борту KLM та 335 із 396 осіб на борту Pan Am (61 людина з тих, що знаходилися у носі літака, отримали поранення, але вижили)[6].
- Зіткнення в аеропорту Сухумі (1982)[en]. Ту-134 Аерофлоту зіткнувся з Let L-410 Аерофлоту внаслідок того, що через помилки пілота L-410 та диспетчера аеропорту літаки одночасно намагалися злетіти з протилежних напрямків однієї ЗПС. Всі 11 осіб на борту L-410 миттєво загинули (фюзеляж літака був повністю перерізаний навпіл на рівні вікон правим крилом Ту-134). На Ту-134 ніхто не постраждав, але через отримані пошкодження лайнер був списаний[7][8].
- Зіткнення в аеропорту Гуйлінь (1983)[en]. Військовий бомбардувальник Harbin H-5 ВПС КНР зачепив крилом пасажирський літак Hawker-Siddeley Trident. Обидва літаки на той момент рулили злітно-посадковою смугою. Зі 106 людей на борту Trident один загинув на місці, ще десять померли у лікарнях, 22 отримали поранення. Доля екіпажу бомбардувальника не розголошується[9]. Причиною зіткнення послужила погана координація: у цьому аеропорту подвійного призначення військова та цивільна авіація використовують різні частоти для окремих команд.
- Зіткнення в аеропорту Мадрид (1983)[en]. Boeing 727 заїхав на неправильну ЗПС через туман та неякісну розмітку і під час злету зіткнувся з McDonnell Douglas DC-9. Пілот намагався уникнути зіткнення, але зачепив DC-9 хвостом. З 93 людей на Boeing загинули 51, 42 вижили, з них 30 отримали травми. На борту DC-9 загинули всі 42 людини[10].
- Зіткнення в аеропорту Анкориджа (1983). McDonnell Douglas DC-10 зіткнувся з Piper PA-31 Navajo, у тумані заруливши не на свою ЗПС. Ніхто не загинув, але обидва літаки були знищені[11].
- Зіткнення в аеропорту Гуанчжоу-Байюнь (1990). Захоплений терористом літак Boeing 737 під час спроби аварійного приземлення зіткнувся з двома іншими літаками — спочатку зачепив крилом припаркований Boeing 707, завдавши незначних ушкоджень, але потім врізався у готового до злету Boeing 757, вдаривши його в область бака, внаслідок чого почалася пожежа. Загалом загинули 128 осіб. На Boeing 737 зі 102 осіб загинуло 82 (включаючи викрадача літака) і отримали поранення 20; на Boeing 757 зі 122 осіб загинуло 46 і отримали поранення 34. На 707 знаходився лише один член екіпажу, який отримав незначні поранення. Катастрофа сталася через те, що злочинець під час посадки зрозумів, що його обманули, і літак сідає не в тому аеропорту, куди він наказував летіти. Він напав на пілота, внаслідок чого було втрачено контроль над літаком[12].
- Зіткнення в аеропорту Детройт (1990)[en]. McDonnell Douglas DC-9 в умовах сильного туману помилково вирулив на ЗПС, якою здійснював зліт Boeing 727. Помилку було виявлено, але виїхати зі смуги літак вже не встиг. Крилом Boeing розрізало фюзеляж DC-9, після чого почалася пожежа. 44 осіб на борту DC-9 шестеро загинуло при зіткненні, двоє — задихнулися димом у хвості літака, де не відчинявся аварійний вихід, ще 10 отримали серйозні травми. На борту 727 ніхто не постраждав, літак навіть був відремонтований і повернутий до експлуатації[13].
- Зіткнення в аеропорту Лос-Анжелес (1991)[en]. Boeing 737 під час посадки зіткнувся з турбогвинтовим Fairchild Swearingen Metroliner, фактично розчавивши його своїм фюзеляжем, після чого загорівся. З 89 осіб на борту Boeing загинули 23, майже всі — через пожежу (евакуація у передній частині літака була можлива лише через один аварійний вихід з трьох, що викликало тісняву): 17 задихнулися в диму, двоє померли від опіків у лікарні. Ще 29 отримали травми. На Fairchild загинули всі 12 осіб[14].
- Зіткнення в аеропорту Сент-Луїс (1994)[en]. Пілот Cessna 441 Conquest II вирулив на неправильну злітно-посадкову смугу, і McDonnell Douglas MD-80, що злітав по ній, зачепив його крилом. Обидві людини на Cessna загинули, на MD-80 ніхто не постраждав (вісім осіб отримали незначні травми під час евакуації)[15].
- Зіткнення в аеропорту Квінсі (1996)[en]. Турбогвинтовий Beechcraft 1900 під час посадки зіткнувся на перетині злітно-посадкових смуг з Beechcraft King Air, що починав зліт з прилеглої ЗПС. Загинули всі люди, що перебували на борту літаків: 12 у Beechcraft 1900 та двоє у Beechcraft King Air[16].
- Зіткнення в аеропорту Лінате (2001)[en]. McDonnell Douglas MD-87 при злеті зіткнувся з бізнес-джетом Cessna Citation D-IEVX, який через туман і неякісну розмітку повернув на неправильну ЗПС. Після зіткнення Douglas продовжив, його пілот намагався гальмувати, але врешті літак врізався в багажний ангар. Всі люди, хто перебував у літаках, загинули: 110 на Douglas (експертиза показала, що всі загинули під час зіткнення з ангаром), чотири на Cessna (один під час зіткнення, троє отримали важкі опіки та померли в лікарні). Крім того, в ангарі загинули чотири працівники аеропорту, і чотири отримали травми[17].
- Зіткнення в аеропорту Махачкала (2009)[en]. Два транспортні літаки Іл-76 російського міністерства внутрішніх справ. Літак з бортовим номером RA-76825 очікував біля ЗПС, коли закінчить приземлення літак з бортовим номером RA-76827. При цьому 76825, що очікував, проїхав за точку попереднього старту, але пілоти не попередили диспетчера, що літак знаходиться ближче до ЗПС, ніж мав бути. Через складні метеорологічні умови 76827 при приземленні з'їхав з ЗПС вбік і продовжив рухатися по ґрунту в 15-20 метрах від ЗПС, внаслідок чого зачепив 76825 крилом. З шести осіб на борту 76825 загинули четверо, двоє були поранені. На 76827 ніхто не постраждав[18].
- Зіткнення в аеропорту імені Халіма Перданакусуми[en]. Boeing 737-800 під час злету зачепив крилом хвіст літака ATR 42, який буксирували через злітно-посадкову смугу. Судячи з даних розслідування, аварія сталася через погану координацію диспетчера, який дозволив зліт, персоналом буксира й екіпажем Боїнгу. Завдяки низькій швидкості Боїнга на момент зіткнення і спроб його пілота ухилитися від зіткнення, внаслідок аварії ніхто не постраждав[19].
- Зіткнення в аеропорту Ханеда (2024). Airbus A350 XWB під час посадки зіткнувся з De Havilland Dash-8 берегової охорони Японії. 5 з шістьох осіб на борту Dash-8 загинули, на Airbus ніхто не постраждав[20].
- Зіткнення в аеропорту Малакаль (2024)[en]. Boeing 727 під час посадки виїхав за межі злітно-посадкової смуги і зіткнувся з припаркованим McDonnell Douglas MD-80. Ніхто не загинув, одна людина була поранена, але обидва літаки були знищені[21].

### Зіткнення з будівлями або наземною технікою
- Катастрофа в аеропорту Леонардо да Вінчі (1964)[en]. Екіпаж Boeing 707, під час злету помітивши неполадку двигунів, ініціював переривання злету. На дальньому кінці ЗПС проводився ремонт — це було дозволено, оскільки вона мала достатню довжину, щоб виконувати на ній зліт, посадку або переваний зліт, але для справного літака. В даному ж випадку реверсу тяги двигуна виявилося недостатньо для вчасного гальмування, і Boeing зачепив крилом дорожній коток, один з двигунів літака відірвався, внаслідок чого здійнялася пожежа і в ході евакуації після зупинки літака почали вибухати паливні баки. З 73 осіб на борту загинуло 49, ще 20 отримали травми[22].
- Зіткнення в аеропорту Мехіко (1979)[en]. McDonnell Douglas DC-10, помилково приземлився у тумані на ЗПС, закриту на ремонт, і врізвася у самоскид. Після зіткнення літак продовжив рух, зіткнувся з будівлями і загорівся. Загинули 79 з 82 осіб на борту літака, а також водій самоскида[23].
- Зіткнення в аеропорту Су-Фоллс (1983)[en]. McDonnell Douglas DC-9 під час посадки зачепив снігоочисну машину на злітно-посадковій смузі. Причиною інциденту стало те, що диспетчери не повідомили пілотам про роботи з прибирання снігу та дозволили посадку. Водій снігоочисної машини загинув, на борту літака двоє людей отримали поранення. Літак втратив крило, також на ньому сталася невелика пожежа, але його вдалося відремонтувати і продовжити експлуатацію[24].
- Зіткнення в аеропорту Омськ (1984)[en]. Ту-154 під час приземлення збив три технічні машини, що проводили висушування — «Урал» КрАЗ і УАЗ-469, внаслідок чого розвалився і загорівся. Зі 179 людей на борту літака вижили п'ятеро, четверо з них пілоти, оскільки кабіна відірвалася і відкотилася далеко від пожежі. З пасажирів вижив лише один, але втратив ногу. Також загинуло четверо працівників на землі, що знаходилися в автомобілях (вижила одна людина в УАЗі). Причиною катастрофи стало те, що диспетчер аеропорту дав дозвіл на висушування ЗПС під час сильного дощу та заснув на роботі, забувши дати сигнал, що ЗПС зайнята. До того ж, працівники, що виконували сушіння, порушили правила безпеки, згідно з якими фари автомобілів мали бути ввімкнені. Ця авіакатастрофа станом на 2024 рік лишається найбільшою на російській території за кількістю жертв[25].
- Зіткнення в аеропорту Чан Кайші (2000)[en]. Boeing 747-400 під час сильного дощу помилково заїхав на ЗПС, зачинену на технічне обслуговування, і при спробі злету зачепив крилами екскаватор і кар'єрний навантажувач, окрім крил втративши також переднє шасі, і спалахнув через пошкодження паливних баків. Зі 159 людей на борту літака загинули 83, на землі ніхто не постраждав[26].
- Зіткнення в аеропорту Внуково (2014)[en]. Приватний Dassault Falcon 50 під час злету зіткнувся зі снігоприбиральною машиною, в результаті чого розвалився і загорівся. Всі четверо осіб на борту літака загинули, зокрема головний виконавчий директор нафтової компанії «Total» Крістоф де Маржері[27].
- Зіткнення в аеропорту Хорхе Чавеса (2022)[en]. Airbus A320neo під час злету зіткнувся з пожежною машиною аеропорту, яка перетинала злітно-посадкову смугу. Двоє пожежників загинули на місці, третів помер від отриманих травм через сім місяців. На літаку 40 осіб отримали поранення, сам літак отримав серйозні пошкодження і був списаний[28].